# NGC 7328
NGC 7328 је спирална галаксија у сазвежђу Пегаз која се налази на NGC листи објеката дубоког неба.
Деклинација објекта је + 10° 31' 54" а ректасцензија 22h 37m 29,2s. Привидна величина (магнитуда) објекта NGC 7328 износи 13,3 а фотографска магнитуда 14,1. NGC 7328 је још познат и под ознакама UGC 12118, MCG 2-57-7, CGCG 429-15, IRAS 22349+1016, KARA 976, KUG 2234+102, PGC 69349.